# Augusto Bobone
Augusto Bobone (1825–1910) fue un pionero de la fotografía en Portugal.
Inició su formación en la Escuela de Bellas Artes de Lisboa y la completó trabajando en el estudio fotográfico llamado Atelier Fillon. En 1881 tras el fallecimiento de Fillon se hizo cargo del mismo manteniéndolo en funcionamiento hasta su muerte en 1910.
Fue el fotógrafo oficial de la Casa Real portuguesa en los últimos años de la Monarquía Constitucional.
Ganó gran cantidad de premios y medallas en exposiciones a lo largo de su carrera; una a destacar es la Medalla de Oro en la Exposición Universal de París (1900).

## Salón Bobone

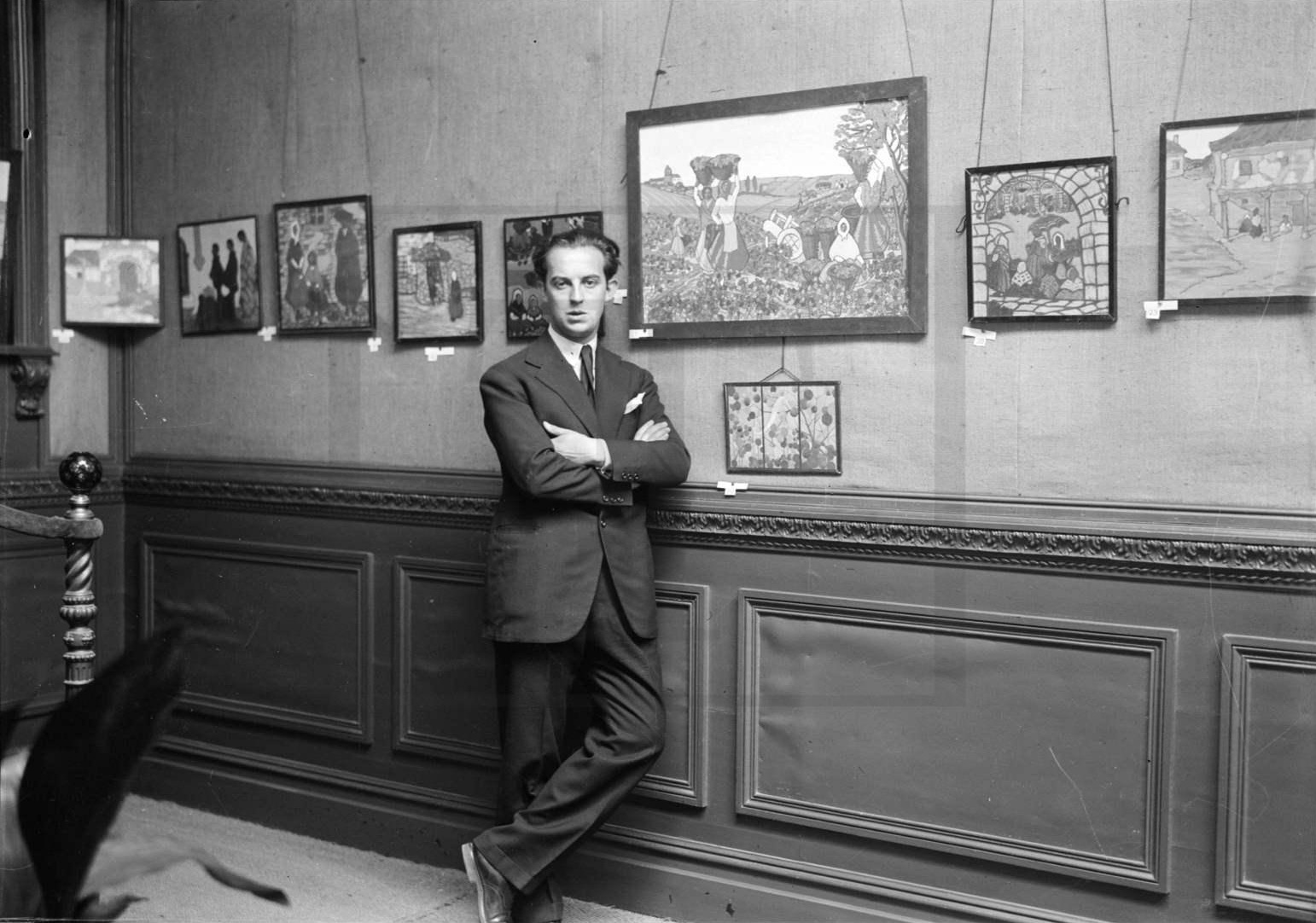
Exposición del pintor español Modesto Cadenas (1927) en el Salón Bobone

Creó una sala de exposiciones en la Rua Serpa Pinto de Lisboa que fue conocida como el Salón Bobone o Galería Bobone. En ella se realizaron numerosas exposiciones a comienzos del siglo XX.
En esta sala se realizó en 1911 la denominada como "Exposición de los libros" que está considerada la primera manifestación de la renovación modernista en el arte portugués. En este espacio en 1916 José Pacheko abrió la Galeria das Artes, donde realizó exposiciones el mismo junto a otros autores modernistas como Almada Negreiros, Jorge Barradas, Francisco Smith, António Soares y Alice Rey-Colaço.
Posteriormente la sala acogió exposiciones de diversos autores con tendencias artísticas variadas. Entre ellos se encuentran: Canto da Maia (1919); Eduardo Malta (1924); Abel Manta (1925); José Tagarro (1928); Diogo de Macedo (1928); Carlos Botelho (1932).